# アロイス・フレイシュマン

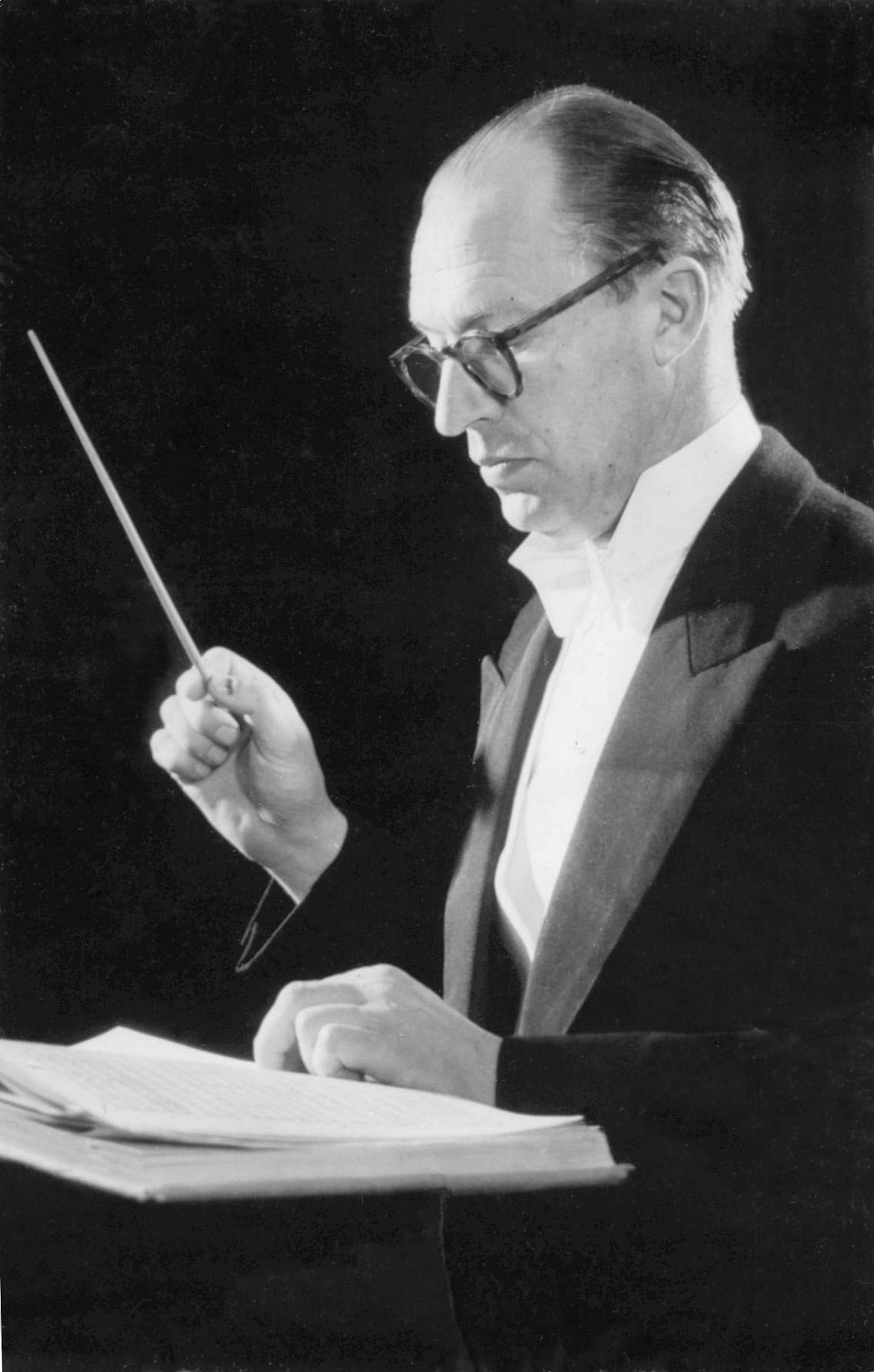
アロイス・フレイシュマン

アロイス・フレイシュマン（Aloys Fleischmann, 1910年4月13日 - 1992年7月21日）は、アイルランドの作曲家、音楽学者。多くのジャンルで作曲し、室内楽、独奏、バレエ、合唱、管弦楽の作品を残している。

## 経歴
両親はコーク在住のドイツ系アイルランド人の音楽家で、ミュンヘンへの演奏旅行中に生まれた。1931年にユニバーシティ・カレッジ・コークを卒業して音楽学士の称号を得、1932年には芸術修士の称号を得た。その後ミュンヘン大学に留学し、作曲・指揮・音楽学を学んだ。
1934年、ユニバーシティ・カレッジ・コークに戻り、1980年まで教授の職にあった。彼は1934年にコーク交響楽団を設立して、1954年にコーク国際合唱・フォークダンス・フェスティバルの設立にかかわった。さらに1947年、ジョアン・デニス・モリアティとともにコーク・バレエ団を設立するのに尽力した。
彼がリムリック大学のミーハウル・オ・スーラヴァウンと共同で40年間かけて編纂したアイルランド伝統音楽は、死後の1998年に公表された。

## 作品
- コの黄金の鐘（1948年）
- クレアの竜騎兵（1945年）
- 赤いペチコート（1951年）
- アン・トスタルのための4つのファンファーレ（1953年）
- ボティーバ交響曲（1977年）
- パトリック・ピアースへのオマージュ（1979年）

## 文献
- Ruth Fleischmann ed., Aloys Fleischmann: A Life for Music in Ireland Remembered by Contemporaries, Cork (Mercier), 2000. ISBN 1-85635-328-1
- Séamas de Barra, Aloys Fleischmann, Notre Dame/USA and Dublin (Field Day Books), 2006. ISBN 0-946755-32-9